# إريك ألمان
إريك ألمان (بالإنجليزية: Eric Allman) (و. 1955  م) هو مهندس، ومبرمج، وعالم حاسوب أمريكي، ولد في إل سيرريتو، كونترا كوستا، كاليفورنيا.

## التعليم
تعلم في جامعة كاليفورنيا، بركلي.

## جوائز
حصل على جوائز منها:
- قاعة مشاهير الإنترنت (جائزة) (2014).